# Atletica leggera ai XVII Giochi paralimpici estivi - Salto in alto maschile
Ai XVII Giochi paralimpici estivi le competizioni del salto in alto maschile si sono svolte tra il 1º e il 6 settembre 2024 presso lo Stade de France di Parigi.

## Risultati
Di seguito sono riportati i podi di tutte le gare del salto in alto maschile per ogni classe di competizione. Maggiori dettagli sulle singole gare si trovano nelle pagine dedicate.